# 아흐메드 헬미
아흐메드 헬미(아랍어: أحمد حلمي, 영어: Ahmed Helmy, 1969년 11월 18일 ~ )는 이집트의 배우, 희극인, 텔레비전 진행자이다. 배우인 모나 자키의 남편이기도 하다.
1993년 이집트 위성방송 소속 배우로 데뷔했으며 1999년에는 영화 《경계선 위의 아부드》(Abboud Ala El Hodood)에 처음 출연했다. 유엔 세계 식량 계획 홍보대사로 임명된 이후에는 교육을 위한 식량(Food for Education) 지원 프로그램을 진행했다.